# Utah Royals
El Utah Royals (anteriormente conocido como Utah Royals Football Club) es un equipo de fútbol femenino de Estados Unidos con sede en la ciudad de Salt Lake City, Utah. Fue fundado en 2017 y jugó en la National Women's Soccer League (NWSL) del 2018 al 2020, año en el que se anunció su disolución.
En marzo de 2023 se dio a conocer la refundación del club y su intención de volver a la NWSL para el 2024.

## Historia

### Fundación
El 16 de noviembre de 2017, el Real Salt Lake de la Major League Soccer anuncio la adquisición de una franquicia para la National Women's Soccer League (NWSL). El 20 de noviembre de 2017, el club de la MLS se hizo dueño de los derechos, contratos y jugadoras del FC Kansas City de la NWSL.
El nombre del equipo fue oficialmente presentado el 1 de diciembre de 2017. El Rio Tinto Stadium fue designado para los encuentros de local del nuevo equipo. Para finales de diciembre, fueron vendidas más de 2000 entradas para la temporada inicial. Para abril, ese número llegó a 5000.

### Temporada inaugural
La islandesa Gunnhildur Yrsa Jónsdóttir anotó el primer gol del equipo el 24 de marzo de 2018, en el encuentro inaugural frente al Orlando Pride en Orlando. En su primer encuentro como local ante el Chicago Red Stars se reportó una asistencia de 19.203 espectadores. El equipo terminó en la quinta posición de la temporada regular 2018.

## Estadio

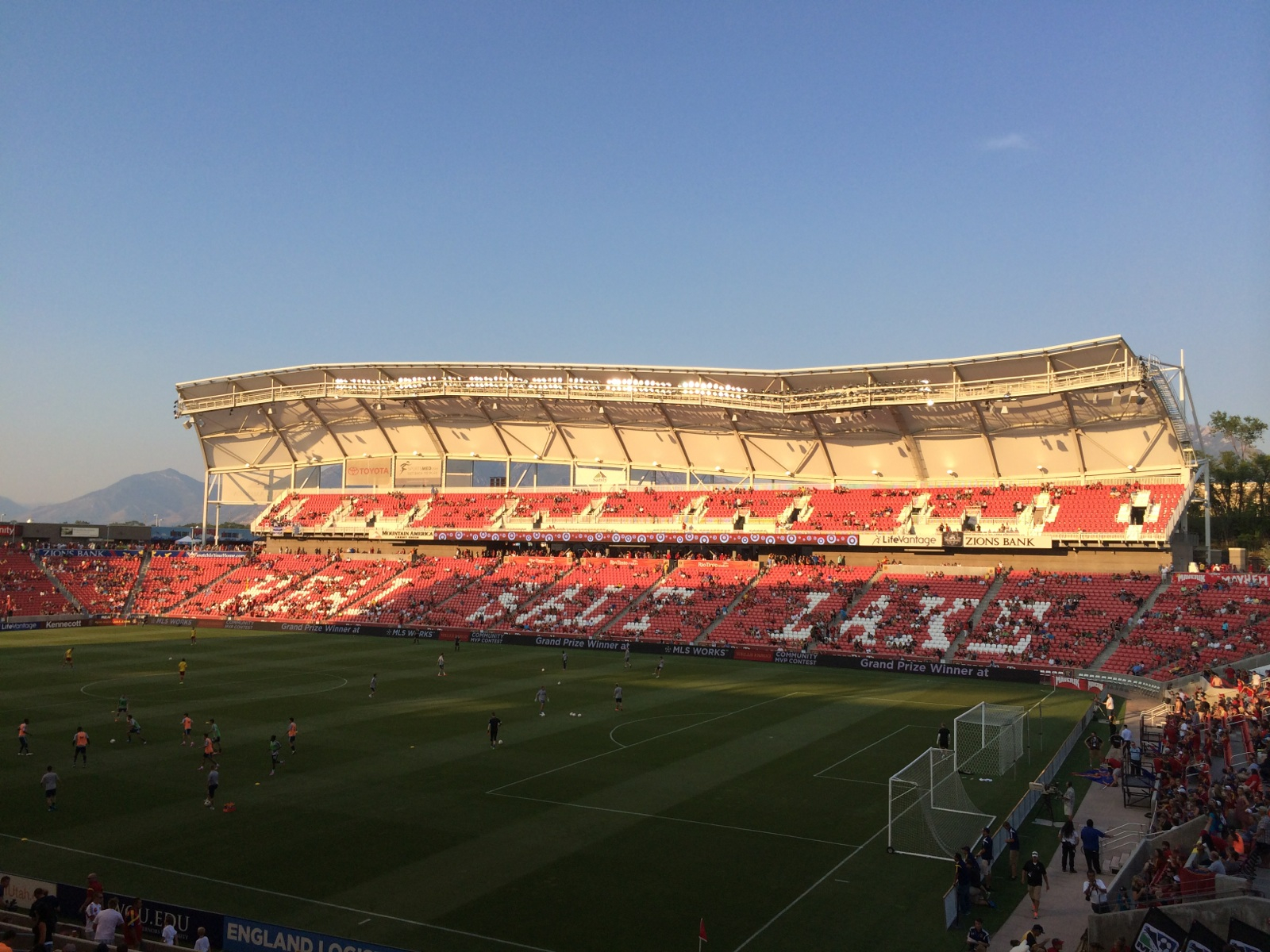
America First Field

## Temporadas
| Temporada | Posición  | Eliminatorias |
| --------- | --------- | ------------- |
| 2018      | 5º        | No            |
| 2019      | 6º        | No            |
| 2020      | Cancelado | Cancelado     |

1. ↑  Cancelado debido a la pandemia del COVID-19. En su lugar se jugó la NWSL Challenge Cup 2020.[13][14]

### NWSL Challenge Cup
| Edición | Posición | Eliminatorias | Posición         |
| ------- | -------- | ------------- | ---------------- |
| 2020    | 5º       | Sí            | Cuartos de final |

## Entrenadores

### Lista de entrenadores
- Laura Harvey (2017 - 2020)
- Scott Parkinson (interino) (2020)
- Craig Harrington (2020)
- Amy LePeilbet (interina) (2020)
- Amy Rodriguez (2023-Act.)